# Cocorote
Cocorote es una localidad venezolana, capital del Municipio Cocorote, ubicada en la Región Centroccidental en el Estado Yaracuy, Venezuela, cuenta con una población de 70 mil habitantes y forma parte junto al Municipio Independencia del Área metropolitana de San Felipe.
El Aeropuerto Internacional Subteniente Néstor Arias, se encuentra ubicado en el municipio venezolano y es el aeropuerto principal de San Felipe, Yaracuy.
Se encuentra situada a 280 km de la capital venezolana, Caracas, a 90 km de Barquisimeto, Lara, de Puerto Cabello y de Valencia, Carabobo y a unos 160 km de la Región de los Andes.

## Toponimia
Lisandro Alvarado en su libro «Glosario de voces indígenas en Venezuela», mencionó que la palabra Cocorote, proviene de un "ave del porte de una paloma, de color verdoso, cuyo nombre es remedo de su canto. Una creencia popular mira esta ave como agorera". De igual forma, el escritor y dramturgo Rafael Zárraga, en su libro «Contares» mencionó que la palabra "Cocorote" proviene de un ave de hábitos nocturnos, conocida como pavita mortera o muertera en Venezuela, existiendo la popular creencia qué su canto anuncia la muerte de alguien que vive cerca del lugar en donde se escucha el ave; a su vez mencionó que en la población de Cocorote abundaba mucho esta clase de búho. Esta creencia es bastante extendida, siendo conocida desde Centroamérica hasta la Patagonia, con varios nombres: Caburé, Aurora o Tecolote. 
Pero vale destacar, que en México, así como en gran parte de Centroamérica se utiliza mucho la expresión "Cuando el tecolote canta/el indio muere/no será cierto/pero sucede". Es fácil advertir la similitud entre la palabra Tecolote y Cocorote, lo que viene a ser lo mismo, es decir un «ave de mal agüero» según lo expresa el escritor Juan Raúl Ritcner, en su libro "El tatue, brujeril y patagónico". Finalmente se puede mencionar que, Andión M (2002), señala como un eufemismo americano dirigido a un área tabuizada del lenguaje a la palabra Cocorote, definiéndola como "ave de mal agüero"

## Historia

### sigloXVI
La historia escrita de Cocorote se inicia por intermedio del explorador alemán Nicolás de Federman, quien arribó a tierras venezolanas en 1530 por instrucciones de sus apoderados los Welser, una familia de banqueros alemanes a quienes, por decisión del Rey  Carlos I de España  (1500-1558), se les otorgó la responsabilidad de explorar y explotar el territorio de la recién creada Provincia de Venezuela la cual se encontraba inexplorada.
Es de hacer notar que Federmann, en una búsqueda incesante del Mar del Sur (Océano Pacífico) inició su periplo en tierras venezolanas desde la primera capital de la Provincia de Venezuela Santa Ana de Coro, que recientemente había sido fundada (1527), adentrándose por la sierra falconiana el 12 de septiembre de 1530 para seguir rumbo a tierras del actual estado Lara pasando por Aguada Grande, Bobare, Carora y Barquisimeto. Luego proseguir hasta los llanos portugueseños pasando por Acarigua y las selvas de Turén, y continuar hasta muy cerca de El Baúl (Cojedes) y regresar casi por la misma senda hasta Variquisimeto (Barquisimeto), para luego girar al este; es decir, hacia el Valle de las Damas el 18 de marzo de 1531.
Vale destacar que en este valle, encontraron una nación de “indios fuertes y bien proporcionados y bellas mujeres” pasando por Cuara (Campo Elías), Guama y finalmente Cocorote, donde Federmann decidió subir el macizo aroeño por las Cumaraguas hasta el valle de Aroa y proseguir hacia el este y llegar a la actual zona negra y desplazarse por el curso de un gran río caudaloso que le recordaba al imponente Rin europeo y al que los aborígenes llamaban Iracuy, hasta llegar a su desembocadura y desde allí; costeando el mar, llegar nuevamente a Coro. En todo el recorrido se topó con innumerable naciones aborígenes que hasta ese entonces eran los dueños legítimos de esas tierras tales como Caquetíos, Xideharas (Jirajaras), Ajaguas, Ayamanes, Cuibas, Cyparicotes (Chipas), Itotes, Guaycaries y Cuyones, entre otros.
Es importante acotar que Federmann, así como los que lo secundaron en el periodo de la llamada “capitulación alemana”, no tuvieron contemplado la fundación de pueblos, ya que era necesario poblarlos y convertirlos según lo establecía una antigua Ley de Castilla denominada “Código de las Siete Partidas”. La realidad es que los alemanes fueron al Nuevo Mundo para llevarse todo el oro que pudieran y eso exactamente hicieron.
Es por eso que al culminar la capitulación alemana (1547), y proseguir los españoles con la exploración del territorio venezolano, fundaron varias ciudades durante la segunda mitad del siglo XVI, siendo diversos los motivos para hacerlo, tales como : militares, religiosos, étnicos, económicos y motivos de defensa. Vale decir que Cocorote nuevamente fue visitado por europeos a los fines de identificar su capacidad aurífera, siendo encontrada muestras de oro en la quebrada de Cocorote en tiempos de Juan de Villegas, gobernador de la Provincia de Venezuela entre 1549 y 1553 pero viendo su escasa cantidad, fue desechada.
Por otro lado, con la fundación de las ciudades fue posible el otorgamiento de “Encomiendas” que en la actualidad sería similar al establecimiento de una hacienda. El sistema se iniciaba cuando el gobernador de la provincia venezolana entregaba grandes extensiones de tierras a pobladores de rancio abolengo así como también a soldados que habían intervenido en la conquista para que las explotaran comercialmente y las desarrollaran. Es bueno acotar que los aborígenes venezolanos desde 1530 eran reconocidos como “vasallos libres” lo que suponía que si estos vivían dentro de las tierras adjudicadas al sistema de encomiendas, debían pagarle al dueño un tributo o impuesto, pero como eran tan pobres, éste impuesto lo cancelaban con servicios personales al trabajar en las haciendas de los encomenderos en las más miserables condiciones de esclavitud que tanto negaban sus dueños En esas circunstancias dejamos a Cocorote en el siglo XVI.

### sigloXVII

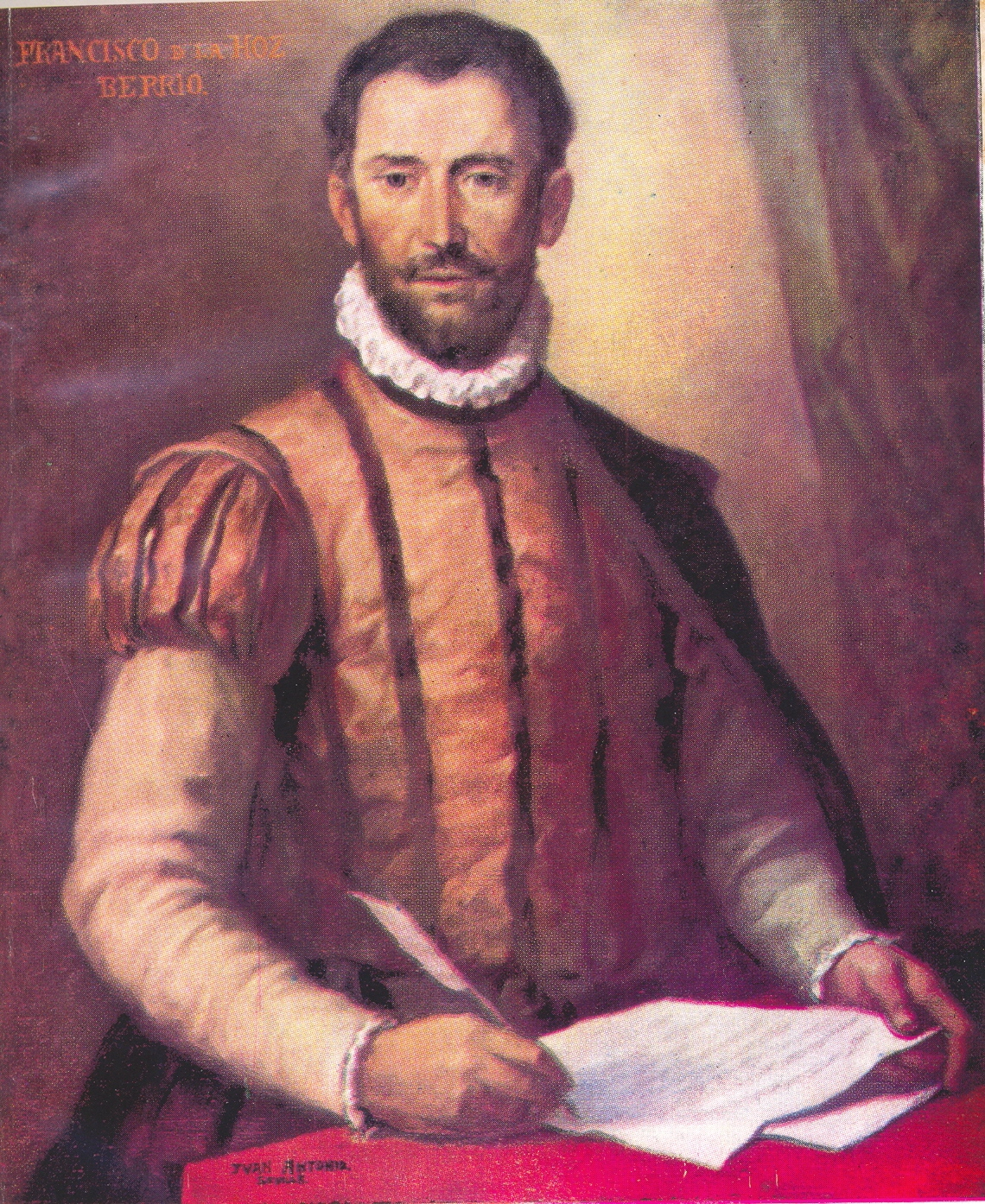
Francisco de la Hoz Berrio y Oruña, Fundador de San Jerónimo de Cocorote en 1620

Con la llegada del siglo XVII, el sistema de encomiendas había perdido vigencia en la Corte de Felipe III, rey de España y Portugal para ese entonces. Vale decir que a raíz del trato inhumano que recibían los aborígenes en las encomiendas y lo poco que arrimaban los encomenderos en términos de impuestos al Reino, se consideró eliminar tal sistema y auspiciar el nacimiento de los Pueblos Doctrinas. Es por eso que en el año 1618, cuando llega a nuestro país Fray Gonzalo de Angulo para encargarse del obispado venezolano, trajo consigo las Cédulas Reales (especie de decretos) sobre la fundación de pueblos, lo que motivó al gobernador de la Provincia de Venezuela, Francisco de la Hoz Berrio y Oruña para que se tomara bien en serio y al pie de la letra lo estipulado en la Cédula, puesto que se encargó de fundar y refundar poblados venezolanos a todo lo ancho y largo del país.
Cocorote no fue la excepción. Durante el año de 1620 la ranchería de aborígenes Chipas o Ciparigotos situada en las faldas de la Sierra de Cocorote, se le fundó con el nombre de San Jerónimo de Cocorote por Francisco de la Hoz Berrio; con el afán de culminar con el sistema de encomiendas (enmarcada en la propiedad privada) y consolidar los pueblos doctrinas (enmarcados en el derecho público), para apoyar las necesidades crecientes de alimentos y mano de obra requerida en las ciudades venezolanas.
Mientras esto sucedía, los blancos peninsulares y criollos fueron llegando a San Jerónimo de Cocorote interesados por las bondades de estas tierras, sobre todo por la producción de cacao que era de muy buena calidad. Pero había un problema, este pueblo era de "indios" y por lo tanto no apto para alcanzar las condiciones que el rancio abolengo clasista y racista colonial requería para el buen vivir. Es por eso que sin los permisos del cabildo barquisimetano, dichos blancos y criollos fueron creando un pueblo junto al de San Jerónimo de Cocorote al cual denominaron “Cerrito de Cocorote”, el cual quedaba “contiguo” a la quebrada La Virgen a los fines de surtirse de agua, estando situada la iglesia de éste desaparecido pueblo en un montículo. Esto induce a pensar que dicho poblado no podía quedar lejos de la actual ubicación de la estatua del General Páez en Cocorote o mejor aún, del reciente Urbanismo Pie de Montaña.

## Geografía
La población de Cocorote está situada en las faldas de los cerritos cocoroteños allende al macizo aroeño en la punta de cerro denominada Paraguito. Esta vecindad con los cerros trae como consecuencia que sus calles tengan pendiente, estando situado en la parte superior de la población (Norte) el barrio La Cruz y la quebrada de la Virgen, la cual establece con su hondonada, los linderos de la población desde esa zona hasta el este de la ciudad, donde atraviesa la Avenida Intercomunal y la carretera panamericana. Por el sur, la población llega hasta la autopista centro Occidental Zambo Andresote (antes Rafael Caldera) en el sector denominado San Jerónimo y por el oeste, los límites los establece el río San Jerónimo allende a las casas de madera.

### Hidrografía
La ciudad se nutre de las aguas del río San Jerónimo, el cual recorre la población al oeste de la misma. Vale destacar que en la parte norte del urbanismo Las Acequias, se encuentra situado el sistema hidrológico cocoroteño, el cual posee una cantidad considerable de laberintos para detener el material mineral (arena) que arrastra este río normalmente.
De igual manera existen una serie de quebradas que atraviesan la población tales como La Virgen y La Playita

### Clima
Cocorote cuenta con un clima montañoso con temperaturas medias anuales de 24 °C, con una mínima media de 16 °C y una máxima media de 28,5 °C. La época más lluviosa del año se presenta a mediados del mes de mayo.

## Cultura
Cuna de lutieres reconocidos a nivel nacional e internacional, los cuales se destacan por la fabricación de guitarras y cuatros además, se elaboran vasijas y pimpinas de barro cocido con la utilización de arcillas de muy buena calidad, las cuales se han extraído desde tiempos remotos, en la parte alta de la quebrada denominada "La Playita" (en El Chaparral) y en el camino de las Cumaraguas al norte de la ciudad.
Por otro lado, existen agrupaciones de teatro y danzas como el Ollantay´s, Yaracuy Danzante y el Grupo de Danzas Cocorote.

## Religión

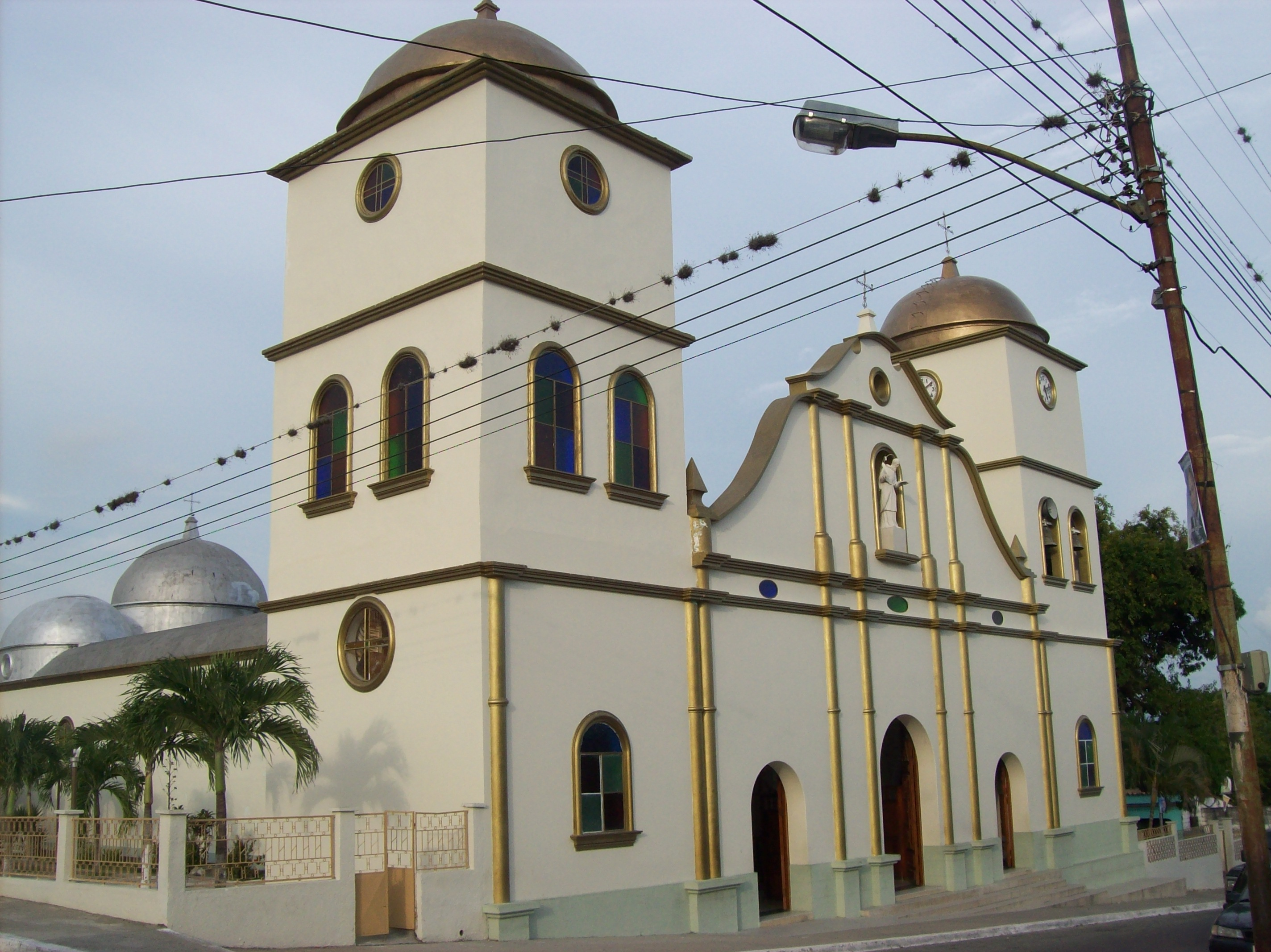
Fachada de la SIP de Cocorote.

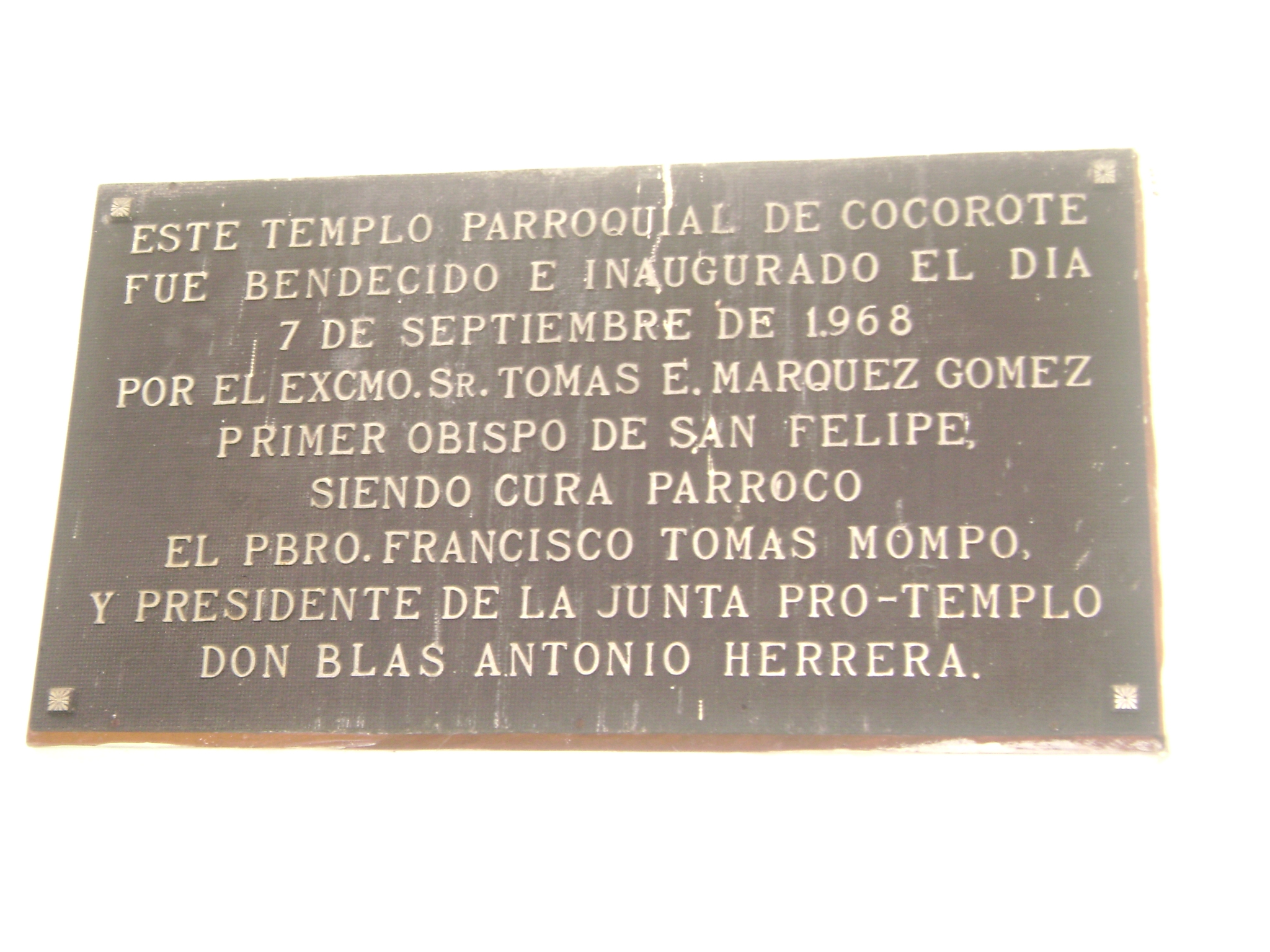
Placa de la reinauguración de la SIP de Cocorote.

En correspondencia con la libertad de credos establecida en la Constitución Bolivariana de Venezuela (1999), el municipio Cocorote cuenta con una importante cantidad de congregaciones religiosas, así como también de centros o templos religiosos entre las que se destacan la iglesia Adventista, el salón del reino de los Testigos de Jehová, la iglesia pentecostal y la iglesia católica; la cual se encuentra frente a la plaza Bolívar, reconstruida en los años 60 a través de los buenos oficios del sacerdote español Francisco Tomás Mompó; quien de igual manera gestionó la construcción de la congregación de las Misioneras de la Caridad, la orden religiosa de la madre Teresa de Calcuta y primera fuera de India de las 443 esparcidas en 95 naciones, siendo inaugurada por la santa el 26 de julio del año 1965.
El santo patrono de la ciudad es San Jerónimo, al igual que la Virgen de las Angustias la cual apareció en la quebrada la Virgen, al este de la ciudad, generándose su nombre por esta situación

## Salud

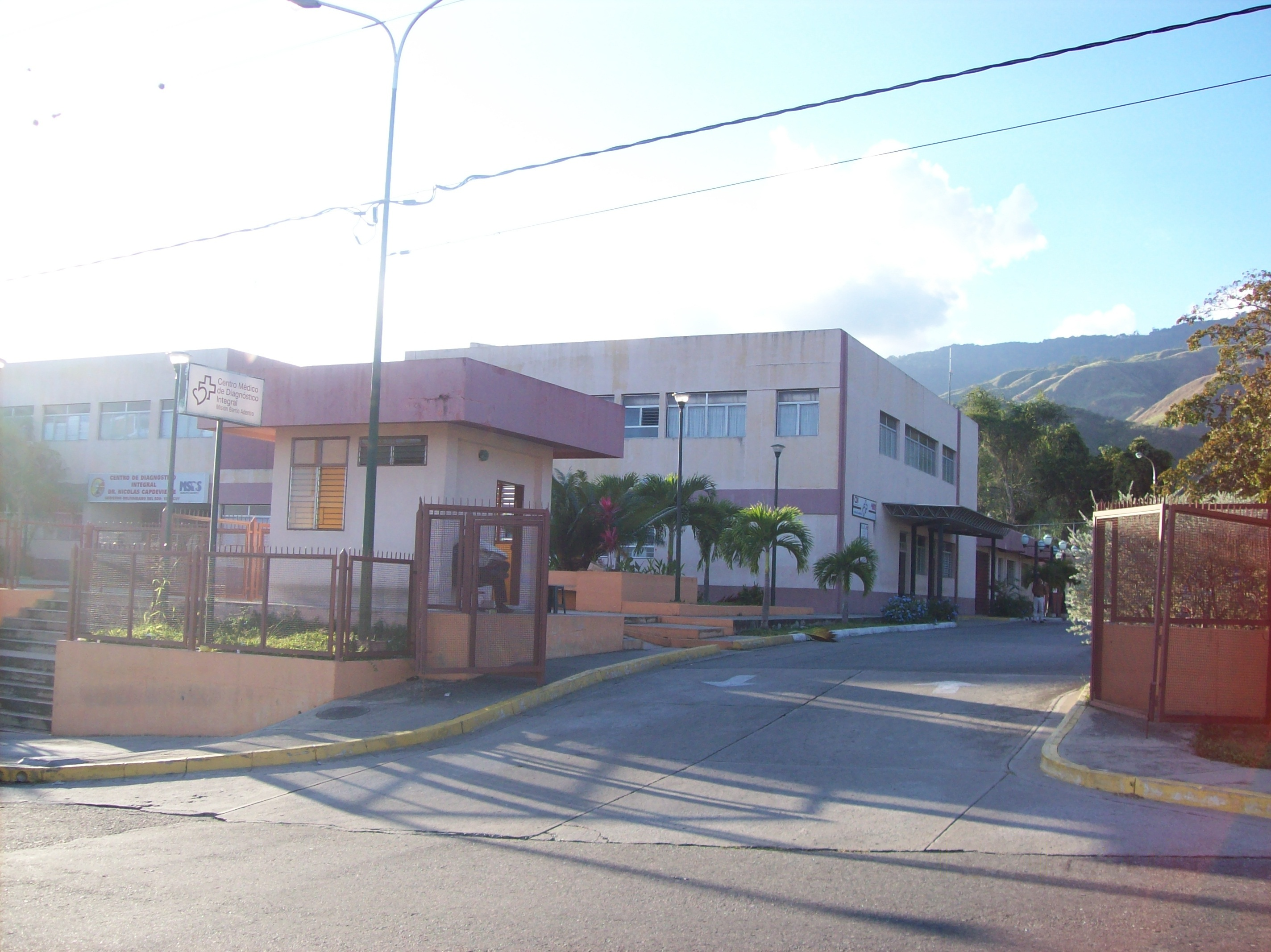
CDI Dr. Nicolás Capdevielle.

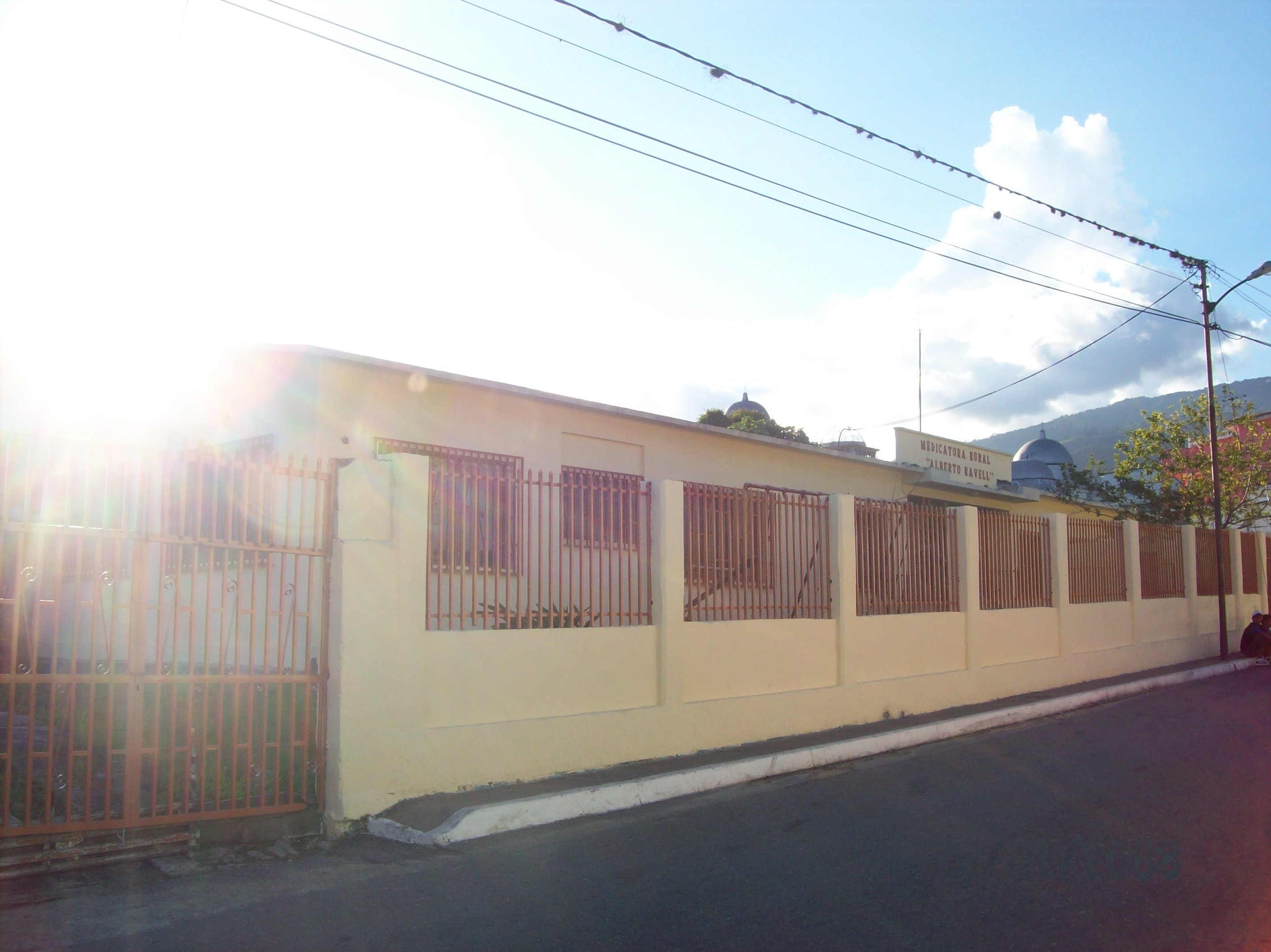
Ambulatorio rural Alberto Ravell.

Esta ciudad cuenta con el Ambulatorio "Alberto Ravell" ubicado en la calle 4 y Av. Bolívar frente a la Alcaldía del municipio; y el Centro de Diagnóstico Integral (CDI) Dr. Nicolás Capdevielle ubicado en la Urbanización Las Acequias, así como también de consultorios médicos y laboratorios privados.

## Educación
Cocorote posee una adecuada infraestructura educativa pública y privada que abarca desde la educación preescolar hasta la diversificada. Entre ellas se destacan la EB. Martín Tovar y Tovar, la EB. Dr. León Trujillo, la EB Leonor Bernabó, la UE José Gabriel Álvarez de Lugo entre otras. La población cuenta con un Infocentro situado en las instalaciones de la Unidad Geriátrica Monseñor Tomas Márquez Gómez al final de la Av. principal de la Urb. San Jerónimo y una biblioteca pública situada en la Av. Bolívar.

Es importante acotar que Cocorote cuenta con la segunda mejor tasa de alfabetismo de todo el estado Yaracuy, con una ponderación del 93,6% calculado en el Censo de Población y Vivienda del 2001

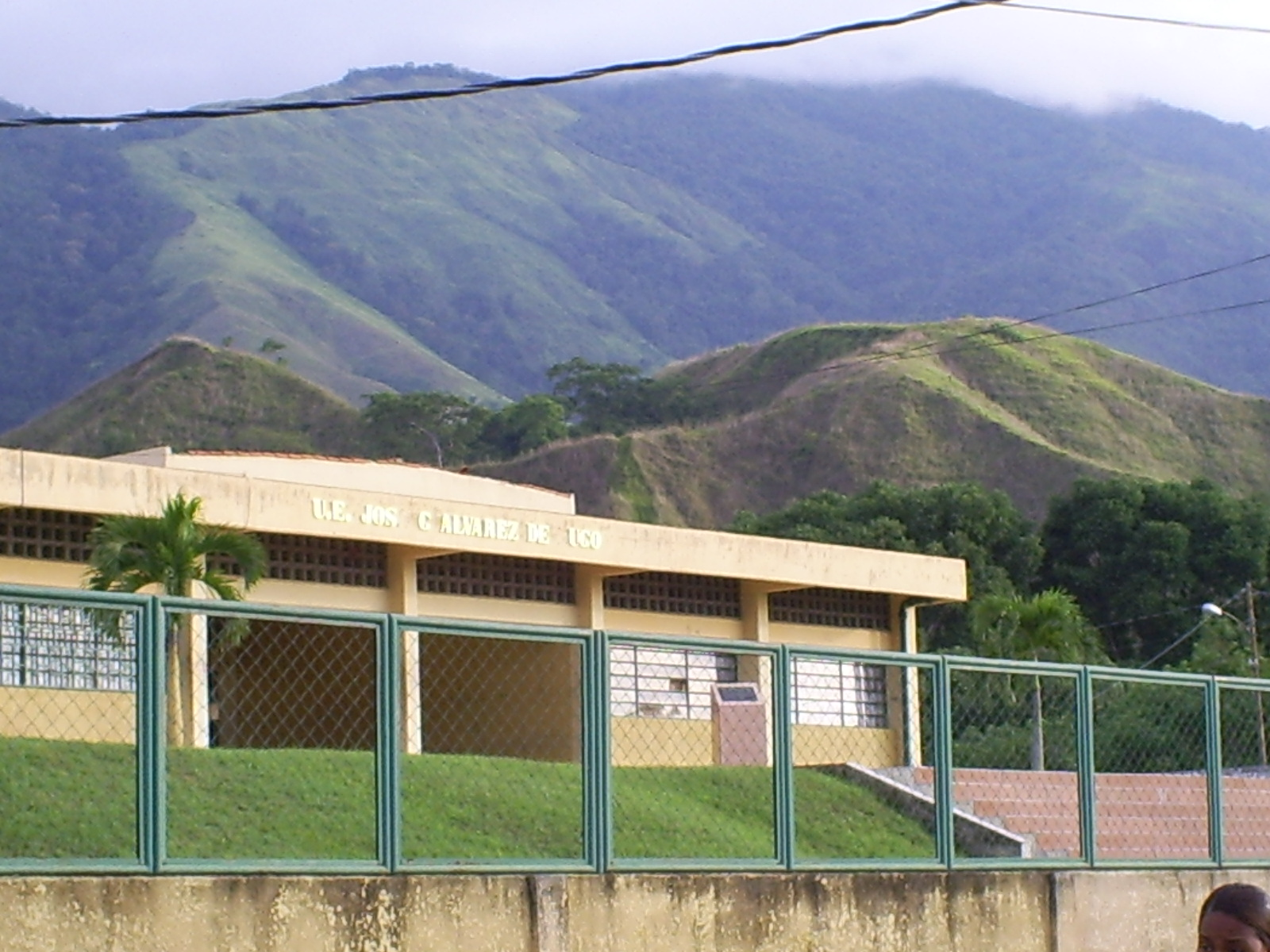
UE J.G. Álvarez de Lugo.

## Economía
Con respecto al sector primario, se desarrollan pequeñas explotaciones de café, leguminosas, algunas raíces (yuca, ocumo, ñame) hacia el piedemonte, explotaciones forestales en pequeña escala, y con mayor énfasis en los últimos años la explotación de aguacates (Persea americana). 
Se explotan arenas y gravas usadas como agregados en la industria de la construcción.
Si bien existe sector de transformación en la población, es bastante incipiente. Se puede hacer mención de unidades productivas que procesan para su consumo el café y el maní muy cerca a la plaza Bolívar de Cocorote. Vale destacar que en esas unidades existen patios de secado que facilitan la tostada de los granos. Por otro lado se puede hacer mención sobre la existencia de panificadoras que ofrecen sus productos a los lugareños.
En referencia al sector terciario, es incipiente el comercio en Cocorote y los servicios -además de los públicos- se concentran en salud y alimentos principalmente. 
No existen agencias bancarias en toda su jurisdicción, aun cuando en la actualidad funciona un cajero electrónico en la fachada de la Alcaldía del municipio.

## Deportes
Cocorote ha sido territorio para la práctica del Béisbol. Según el desaparecido escritor Rafael Zárraga, existían en los años 40, dos campos de béisbol que eran colmados por los primeros beisbolistas cocoroteños. Uno de esos campos ya desaparecidos estaba situado frente a la escuela básica Leonor Bernabó en el barrio Campo Alegre y el otro en la localidad de Banco Obrero, estando el "home" aproximadamente a la altura de la antigua bodega "La Rinconada", hoy convertida en una panadería.
En la actualidad, existe un estadio de béisbol en Banco Obrero el cual se encuentra mucho más abajo que el desaparecido, denominado Natalio Espinoza, en honor al extinto jugador nativo quien se desempeñaba como pitcher y el estadio de softbol y béisbol menor Eliecer Camacho
La familia del pelotero profesional venezolano Javier Colina es oriunda de esta población.